# День Конституции Норвегии

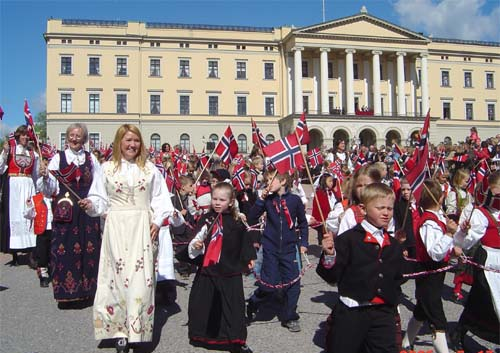
Детский парад в честь Дня Конституции

День Конституции Норвегии (норв. Grunnlovsdag) — главный национальный праздник Норвегии, отмечаемый ежегодно 17 мая. Совпадает с днём независимости страны и является выходным днём.

## История и празднование
После поражения Дании в англо-датской войне Норвегия перестала быть датской провинцией и должна была перейти под власть Швеции с правом самоуправления. 17 мая 1814 года Учредительным собранием в Эйдсволле была принята Конституция и провозглашена независимость Норвегии.
Первое празднование дня Конституции, организованное Стортингом, состоялось 17 мая 1836 года. В 1870 году был организован первый детский парад в честь праздника, а с 1906 года на балконе Королевского дворца в Осло стала располагаться королевская семья, чтобы приветствовать проходящие мимо процессии.
Традиции празднования сохранились и в наши дни. Ежегодно 17 мая норвежские школьники, одетые в национальную одежду и несущие флаги, проводят праздничные шествия. Парады часто сопровождаются школьными оркестрами. После детей к шествию подключаются и взрослые — представители политических, спортивных, религиозных и других организаций. По окончании официальной части празднование продолжается либо в семейном кругу, либо в массовых гуляниях, продолжающихся до глубокой ночи.